# Papegojvaxskivling
Papegojvaxskivling (Hygrocybe psittacina) är en svampart. Papegojvaxskivling ingår i släktet Hygrocybe,  och familjen Hygrophoraceae.  Arten är reproducerande i Sverige.

## Underarter
Arten delas in i följande underarter:
- psittacina
- perplexa

## Källor

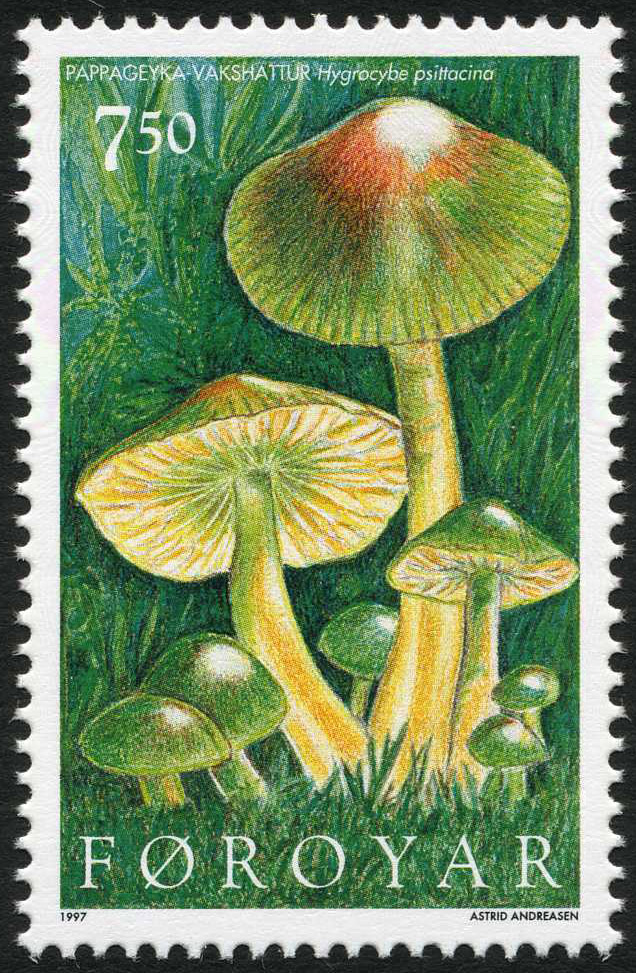
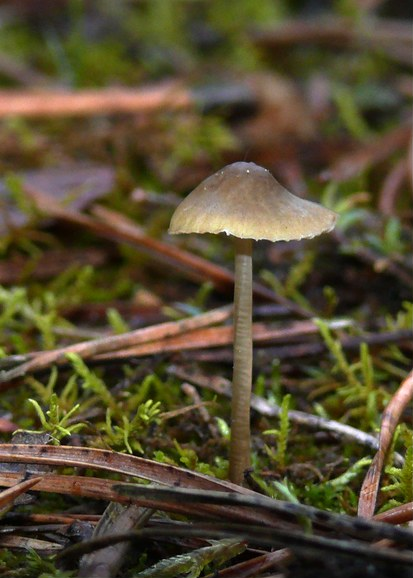
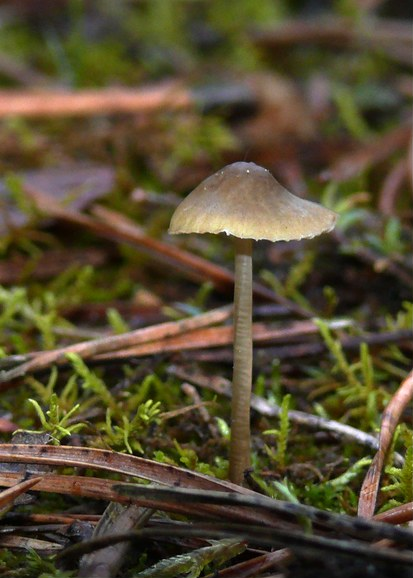